# Bílá hůl

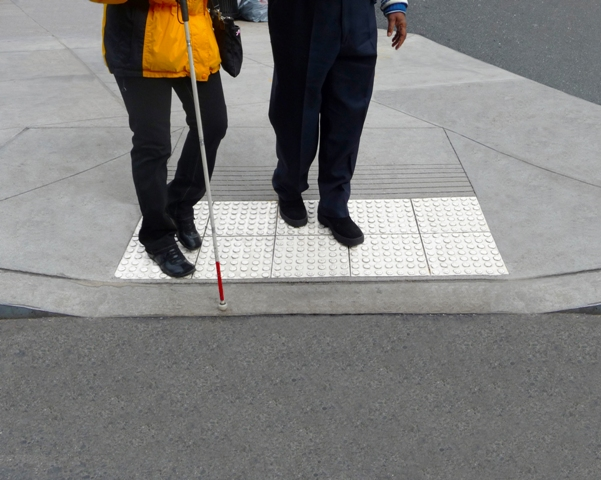
Využití slepecké hole

Bílá hůl neboli slepecká hůl je pomůcka pro lidi s postižením zraku, díky níž získávají hmatové informace ze svého okolí, zejména při chůzi. Další jejich pomůckou může být vodicí pes.
Čistě bílou hůl nosí slepí lidé, hluchoslepí nosí hůl červenobílou.

## Funkce
Bílé hole mohou plnit čtyři funkce:
- Funkci signalizační – Signalizační funkcí se rozumí skutečnost, že bílá barva na holi upozorňuje kolemjdoucí a řidiče na osobu těžce zrakově postiženou a že je tedy nutné brát na tuto okolnost ohled a v případě potřeby poskytnout pomoc. Tuto funkci splňuje každá bílá hůl.
- Funkci ochrannou – Hůl upozorní v dostatečném předstihu na překážku a tím chrání před případným střetem.
- Funkci orientační – Hůl vyhledává body a znaky hmatového charakteru a tím napomáhá k prostorové orientaci a samostatnému pohybu nevidomých osob.
- Funkci opěrnou – Hůl jako prostředek opory pro starší a nemocné zrakově postižené osoby.